# Nazmi Kırık
Nazmi Kırık (* 1976 in Diyarbakır) ist ein kurdischstämmiger Schauspieler aus der Türkei.

## Leben
Er begann seine Theaterausbildung am Mesopotamischen Kulturverein in Diyarbakır (türkisch Mezopotamya Kültür Merkezi Diyarbakır). 1996 zog er nach Istanbul um und wirkte weiterhin am Theater mit. Als Berzan spielte er 1999 seine erste Filmrolle in dem Film Reise zur Sonne, der 1999 den Blauen Engel und den Friedensfilmpreis auf der Berlinale gewann. Mit dem Film Kilomètre zéro von Hiner Saleem wurde Nazmi Kırık in der Kategorie Bester männlicher Schauspieler in Cannes nominiert. 2006 nahm er mit einem Kurzfilm namens Kimlik (dt.: Identität) an den türkischen Filmfestspielen in Antalya teil. Er spielte auch kleinere Rollen in Filmen wie Krumme Dinger am Bosporus (2005) von Yılmaz Erdoğan oder Beynelmilel – Die Internationale. Mit Hiner Saleem drehte er 2007 einen zweiten Film namens Dol.

## Filmografie (Auswahl)
- 1999: Reise zur Sonne
- 2001: Fotoğraf
- 2003: Kleine Freiheit
- 2005: Krumme Dinger am Bosporus
- 2005: Kilomètre zéro
- 2006: Beynelmilel – Die Internationale
- 2007: Dol
- 2007: Maman est folle
- 2008: Cheeese
- 2008: Pandora'nin kutusu
- 2009: Sores & Sîrîn
- 2009: Après la chute
- 2009: Phone story
- 2012: Deine Schönheit ist nichts wert
- 2013: Hükümet Kadın
- 2014: Hükümet Kadın 2
- 2014: Mucize
- 2016: Tatort: Zorn Gottes
- 2020: Bir Başkadır – Acht Menschen in Istanbul
- 2022: Rabiye Kurnaz gegen George W. Bush
- 2024: Uzak Şehir